# Snippenvlucht

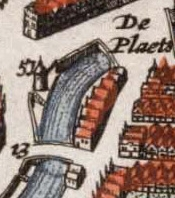
Snippenvlucht in 1649 afgebeeld aan de Oudegracht. De Stadhuisbrug (De Plaets) en de Bezembrug (met nummer 13) zijn onder meer zichtbaar. Aan de overzijde van de gracht de Stadskraan (nummer 57).

Snippenvlucht, ook wel (Onder de) Snippevlucht genoemd, was een buurtje in de Utrechtse binnenstad.
Diverse huizen stonden aan de zuidzijde van de Oudegracht vanaf de Stadhuisbrug ruwweg tot aan de Bakkerbrug. Deze panden stonden gezamenlijk bekend als de Snippenvlucht. De ontstaansgeschiedenis van het buurtje is gelegen in de middeleeuwse welvarende handelswijk Stathe.
Snippenvlucht kende tientallen bewoners. De bewoners hadden verschillende achtergronden en ze varieerden van arme, anoniem gebleven, mensen tot diverse notabelen zoals burgemeesters. Het buurtje wordt tot de voornaamste gerekend. De Snippenvlucht kende onder meer buurschap, een buurtbestuur met buurtgerecht en gezamenlijke activiteiten als eten en drinken. Tot de bewoners behoorden onder meer Maria van Pallaes, stichteres van de Kameren Maria van Pallaes, en de kunstschilders Hendrick ter Brugghen en Gerard van Honthorst.
Tussen 1664 en 1700 werden om redenen van stadsverfraaiing en veiligheid de, gedeeltelijk nog houten, huizen van de Snippenvlucht die op de werf gebouwd waren onteigend zodat ze gesloopt konden worden. Met de afbraak werd in dat gedeelte van de Snippenvlucht de gracht, straat en Bezembrug verbreed.

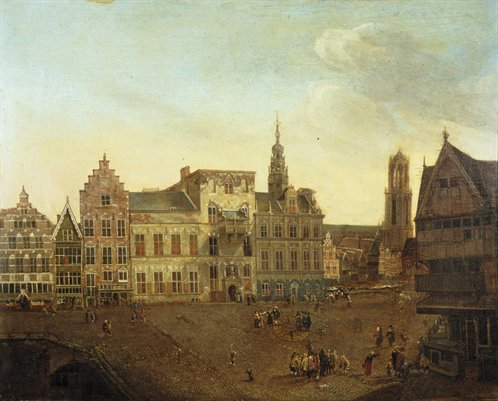
Gezicht op diverse panden aan de Stadhuisbrug (deel van het Utrechtse stadhuis). In het schilderij uit 1663 staat rechts een bij Snippenvlucht behorend hoekhuis genaamd Koeckenkelnaer.
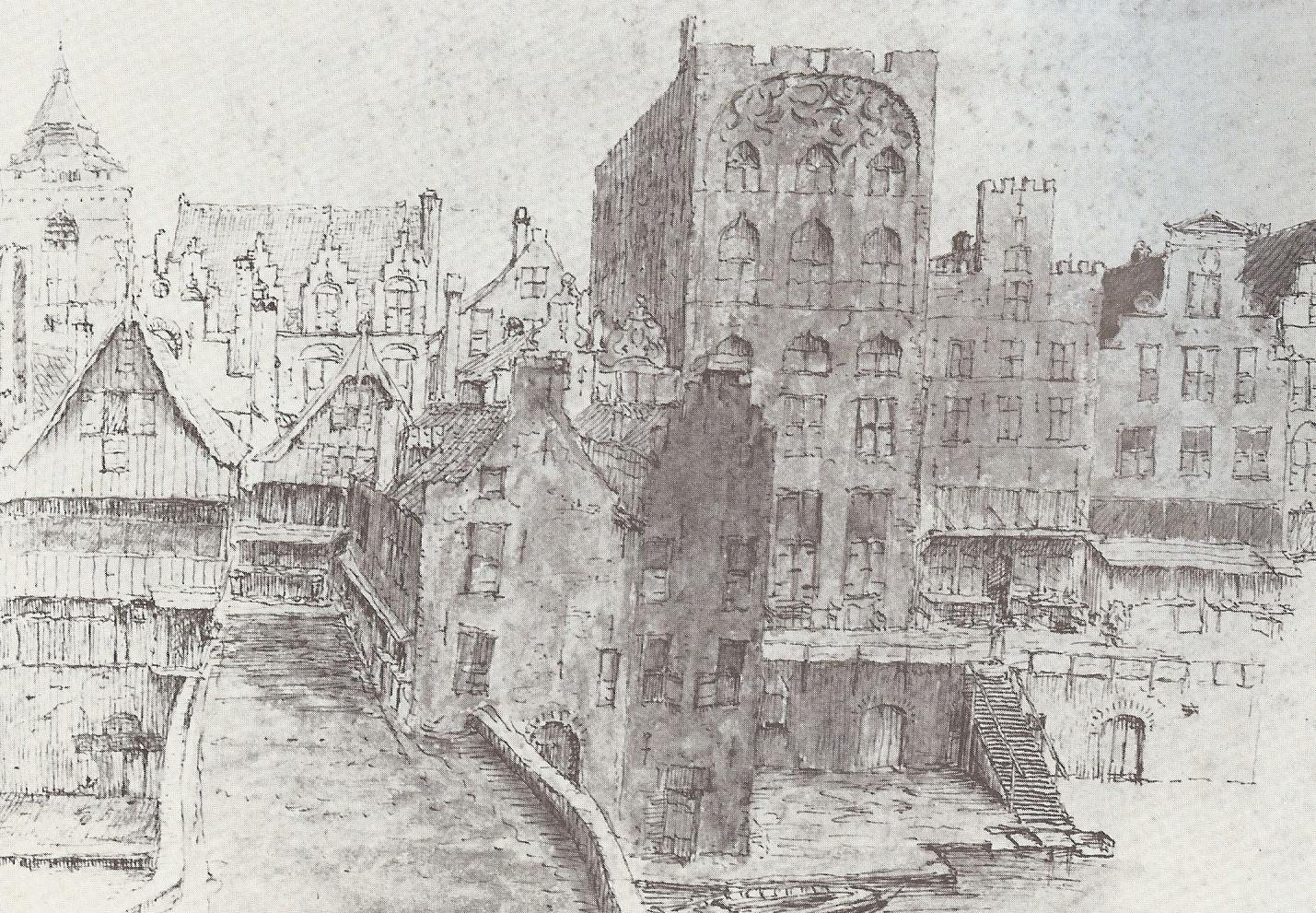
De Bezembrug rond 1660 getekend met een gedeelte van de Snippenvlucht.